# Винокуров, Василий Васильевич
Васи́лий Васи́льевич Виноку́ров (1894—1938) — деятель советских спецслужб и политических органов, СМГБ, начальник Центральной школы ОГПУ при СНК СССР (1931—1933), руководитель Пермского, Ярославского и Новороссийского ОГПУ при СНК СССР, начальник Северной и Ярославской железных дорог (1936—1937).

## Биография
Родился в 1894 году в городе Оханске Пермской губернии в рабочей семье.
С 1907 года работал в типографиях в Перми и Оханске. В 1912 году вступил в РСДРП(б). В 1915 году был призван в РИА, участник Первой мировой войны.
С 1917 года после октябрьской революции — председатель Оханского ГК РКП(б). С 1918 года — председатель Оханской ЧК. С 1919 года — участник Гражданской войны — начальник Особого отдела 30-й стрелковой дивизии.
С 1920 года — председатель Пермской ЧК. С 1921 года — председатель Сарапульского и Оханского исполнительных комитетов.
С 1922 года — начальник Пермского, с 1924 года — Ярославского отделов ОГПУ при СНК СССР. С 1926 года — председатель Ярославской областной Контрольной комиссии ВКП(б). С 1927 года — председатель Новороссийской ОГПУ при СНК СССР и начальник пограничной охраны Черноморского края. В 1930 году, после окончания Курсов Марксизма-Ленинизма, был назначен ответственным инструктором ЦК ВКП(б). С 1931 года — начальник Центральной школы ОГПУ при СНК СССР и по совместительству заместитель начальника отдела кадров ОГПУ при СНК СССР.
С 1933 года начальник Политотдела — Забайкальской железной дороги, с 1934 года — Северных железных дорог.
С 1936 года — начальник Северной железной дороги и Ярославской железной дороги. С 1937 года назначен начальником Центрального управления вагонного хозяйства (ЦУВХ) НКПС СССР.
C 1922 по 1934 годы был делегатом — XI съезда РКП(б), XII съезда РКП(б), XIII съезда РКП(б), XIV съезда ВКП(б), XV съезда ВКП(б), XVI съезда ВКП(б), XVII съезда ВКП(б).
Арестован в марте 1937 года по обвинению в террористической деятельности. 27 марта 1938 года решением ВКВС СССР приговорён к высшей мере наказания — расстрелу, в тот же день приговор был приведён в исполнение. Реабилитирован в 1956 году.

## Награды

### Ордена
- Орден Ленина

### Знаки отличия
- Почётный сотрудник госбезопасности (1924)
- Почётный сотрудник госбезопасности (1932)